# Carlo Alberto dalla Chiesa
Carlo Alberto dalla Chiesa (* 27. September 1920 in Saluzzo, Piemont; † 3. September 1982 in Palermo, Sizilien) war ein General der italienischen Carabinieri, berühmt für seinen Kampf gegen den italienischen Terrorismus in den 1970er Jahren.

## Leben
Von 1966 bis 1973 kommandierte er als Oberst in Palermo die Carabinieri-Legion. Dann wurde er zum General und Kommandeur der Carabinieri-Division „Pastrengo“ in Mailand befördert. 1974 wurde er Kommandeur in der Region Piemont-Aostatal und organisierte den Kampf gegen den Terrorismus in Turin. Mit Hilfe der Einschleusung von Silvano Girotto gelang es ihm im September 1974, Renato Curcio und Alberto Franceschini, führende Vertreter der Terrororganisation Rote Brigaden, festzunehmen. 1977 wurde er zum Hauptverantwortlichen für die Sicherheit in Staatsgefängnissen erhoben. Ab August 1978 war er damit beauftragt, den Kampf gegen den Terrorismus in Gesamtitalien zu koordinieren.
Nach dem Mord an dem Politiker Aldo Moro intensivierte er die Jagd auf die Roten Brigaden. Es gelangen ihm einige Erfolge bei der Identifizierung und Festnahme von Handlungsträgern des Mordes an Aldo Moro. Noch vor Abschluss dieser Arbeit wurde er unerwartet nach Sizilien berufen, um dort als Polizeichef von Palermo den von der Mafia verursachten Ausnahmezustand zu beenden. Er klagte oft über den Mangel an Unterstützung seitens des italienischen Staates. Am 3. September 1982 erlagen er und seine Ehefrau Emanuela Setti Carraro, die erst am 12. Juli geheiratet hatten, den Folgen eines Attentates der Mafia. Die Spuren, die er im Zusammenhang mit der Entführung Aldo Moros in der Hand hielt, gingen verloren.
Bei der Trauerfeier am Tag seiner Beerdigung in Palermo kam es vor der Kirche San Domenico zu denkwürdigen, heftigen Tumulten. Regierungsvertreter in der Trauergemeinde wurden von der Menge beschimpft und als Zeichen der Verachtung mit Kleingeld beworfen und bespuckt, so dass sie schließlich in ihre Dienstwagen flüchten mussten. Ausgenommen von diesen Angriffen wurde der gleichfalls anwesende Staatspräsident Sandro Pertini, der im von den Menschen vermuteten Beziehungsgeflecht zwischen Regierenden und Mafia als untadelig angesehen wurde.
Am 22. März 2002 verurteilte ein Gericht in Palermo die Mörder Antonio Madonìa und Vincenzo Galatolo zu lebenslanger Haft, Francesco Paolo Anzelmo und Calogero Ganci zu 14 Jahren Gefängnis.
Sein Sohn Nando Dalla Chiesa engagierte sich in der Anti-Mafia-Partei La Rete, ist Ehrenpräsident des italienischen Antimafia-Netzwerks Libera und Mitglied bei der deutschen Organisation mafianeindanke.
1984 wurde sein kurzer Kampf gegen die Mafia bis zu seiner Ermordung in dem italienisch-französischen Spielfilm Die 100 Tage von Palermo (Cento giorni a Palermo) mit Lino Ventura in der Hauptrolle verfilmt.